# مارغريت مويس بلاك
مارغريت مويس بلاك (بالإنجليزية: Margaret Moyes Black)‏ (27 أبريل 1853 في المملكة المتحدة - 16 أكتوبر 1935 في المملكة المتحدة)؛ كاتِبة وروائية بريطانية.